# علی الظنحانی
علی الظنحانی (انگلیسی: Ali Al-Dhanhani؛ زادهٔ ۱ ژوئن ۱۹۹۱) بازیکن فوتبال اهل امارات متحده عربی است.